# سابین آزما
سابین آزما (انگلیسی: Sabine Azéma؛ زادهٔ ۲۰ سپتامبر ۱۹۴۹) یک هنرپیشه، و کارگردان اهل فرانسه است.

## بخشی از فیلمشناسی

### به عنوان بازیگر
- روسینی! روسینی! (۱۹۹۱)
- صد و یک شب (فیلم) (۱۹۹۵)
- مرد من (۱۹۹۵)
- نه روی لبها (۲۰۰۳)
- علف‌های وحشی (۲۰۰۹)
- کیهان (۲۰۱۵)